# A Song for XX
Albums de Ayumi Hamasaki
LOVEppears
(1999)
Remix par Ayumi Hamasaki
Ayu-mi-x
(1999)
EPs par AYUMI (feat. Dohzi-T and DJ Bass)
Nothing from Nothing
(1995)
Singles
A Song for ×× est le premier album d'Ayumi Hamasaki, sorti sous le label avex trax, ou son 2e en comptant le mini-album Nothing from Nothing.

## Présentation
L'album est produit par Max Matsuura. Il est mis en vente à la mi-décembre 1998 au Japon, bien que sa date officielle de sortie soit le 1er janvier 1999. Il débute à la première place du classement de l'Oricon, et occupera l'une des deux premières places pendant ses six premières semaines de présence. C'est le premier disque no 1 de la chanteuse. Il se vend à 548 210 exemplaires pendant les deux premières semaines, dépassant le million de ventes dès la cinquième semaine ; il restera classé pendant 63 semaines, pour un total de 1 451 910 exemplaires vendus durant cette période. En 2008, il était le 139e album le plus vendu de tous les temps au Japon.
C'est en fait le deuxième album enregistré par la chanteuse, trois ans après le mini-album Nothing from Nothing sorti en 1995 sous son seul prénom Ayumi (featuring Dohzi-T and DJ Bass) sous son précédent label Nippon Columbia ; mais ce mini-album n'est pas comptabilisé dans sa discographie officielle sur son nouveau label, ni dans ses statistiques de ventes établies par l'Oricon, étant sorti sous un autre nom.
L'album contient six chansons dont une face B déjà parues sur les cinq premiers singles de la chanteuse pour avex sortis en 1998 : poker face, YOU, Trust, For My Dear..., et Depend on you.
Seule manque la chanson Two of us, face B du dernier single, qui reste donc inédite en album. Le titre de l'album est une référence au père de Ayumi Hamasaki, qu'elle n'a jamais connu ; la chanson homonyme traite de son déménagement de Fukuoka pour Tokyo. La chanson FRIEND II composée par Mitsuru Igarashi de Every Little Thing n'a aucun rapport avec la chanson homonyme qui la précède sur l'album, FRIEND, face B du premier single. Toutes les chansons de l'album à part FRIEND et Present seront remixées ou ré-orchestrées pour figurer trois mois plus tard sur l'album de remix Ayu-mi-x ; les treize titres remixés sortiront ensuite chacun en maxi 45 tours vinyles, qui figureront dans le coffret Ayu-mi-x Box Set.

## Liste des titres
Toutes les paroles sont écrites par Ayumi Hamasaki.
| 1.  | Prologue (Musique instrumentale) | Yasuhiko Hoshino | Yasuhiko Hoshino               | 1:25 |
| 2.  | A Song for ××                    | Yasuhiko Hoshino | Yasuhiko Hoshino               | 4:44 |
| 3.  | Hana                             | Yasuhiko Hoshino | Yasuhiko Hoshino               | 4:07 |
| 4.  | FRIEND                           | Yasuhiko Hoshino | Akimitsu Honma                 | 4:11 |
| 5.  | FRIEND II                        | Mitsuru Igarashi | Mitsuru Igarashi               | 3:59 |
| 6.  | poker face                       | Yasuhiko Hoshino | Akimitsu Honma                 | 4:41 |
| 7.  | Wishing                          | Hideaki Kuwabara | Akimitsu Honma                 | 4:29 |
| 8.  | YOU                              | Yasuhiko Hoshino | Akimitsu Honma                 | 4:46 |
| 9.  | As if...                         | Kazuhito Kikuchi | Akimitsu Honma                 | 5:36 |
| 10. | POWDER SNOW                      | Hideaki Kuwabara | Akimitsu Honma                 | 5:27 |
| 11. | Trust                            | Takashi Kimura   | Akimitsu Honma, Takashi Kimura | 4:48 |
| 12. | Depend on you                    | Kazuhito Kikuchi | Akimitsu Honma, Takashi Morio  | 4:20 |
| 13. | SIGNAL                           | Hideaki Kuwabara | Akimitsu Honma                 | 4:25 |
| 14. | from your letter                 | Akio Togashi     | Akio Togashi                   | 4:38 |
| 15. | For My Dear...                   | Yasuhiko Hoshino | Yasuhiko Hoshino               | 4:33 |
| 16. | Present                          | Yasuhiko Hoshino | Yasuhiko Hoshino               | 4:31 |